# Comisariado del Pueblo de Comunicaciones de la URSS
El Comisariado del Pueblo para las Comunicaciones de la Unión Soviética (en ruso: Народный комиссариат связи СССР, Narkomsviaz) fue la agencia de gobierno de la Unión Soviética encargada de las comunicaciones entre 1932 y 1946. El comisariado administraba los servicios de correos, telégrafos y teléfonos.

## Historia
El Comisariado fue creado el 17 de enero de 1932, para reemplazar al Comisariado del Pueblo de Correos y Telégrafos de la URSS.
Durante los años de los planes quinquenales anteriores a la Segunda Guerra Mundial (1929-1940), hubo un rápido desarrollo del sistema y la industria de comunicaciones soviéticos. Se introdujeron equipos de alta frecuencia para la comunicación a larga distancia. El uso de dicho equipo permitió transmitir tres, cuatro o 12 llamadas telefónicas a través de un par de cables o 16 telegramas a través de un solo canal telefónico. En 1939, la construcción de una línea de tres canales de alta frecuencia entre Moscú y Jabárovsk (8.600 km) proporcionó una comunicación confiable entre las regiones centrales de la URSS y el Lejano Oriente. A fines de 1940, la Oficina Central de Telégrafos de Moscú tenía 22 líneas de facsímil. En 1941 se puso en funcionamiento una línea de 12 canales entre Moscú y Leningrado que supuso la transmisión simultánea de 12 llamadas telefónicas a través de un único par de hilos.
En la década de 1930, se estableció por primera vez la comunicación telefónica rural (intraraion). En 1940, alcanzó el 70% de las áreas bajo soviets rurales, el 76,3% de los sovjoses y el 9,2% de los koljoses.
La red de radiodifusión experimentó una importante expansión. A principios de la década de 1930, se construyó la estación de radio del Komintern, con una potencia de 500 kW, junto con otras estaciones con una potencia de 100 kW cada una. Se amplió la red receptora y se dispuso un sistema de transmisión alámbrica a través de centros de retransmisión. La programación regular de televisión se inició en 1939.
Durante la Gran Guerra Patria de 1941-1945, se organizó una comunicación constante entre el Cuartel General del Comando Supremo y los frentes. El servicio postal soviético administrado por el Comisariado del Pueblo para las Comunicaciones de la URSS entregó miles de millones de cartas a través de la red postal y las unidades postales militares del ejército en el campo. Se entregaron hasta 70 millones de paquetes por mes al frente del ejército soviético desde la retaguardia en condiciones extremadamente difíciles y, a menudo, muy peligrosas.
Debido a la época de la guerra, casi la mitad de las oficinas telefónicas dejaron de funcionar, pero se restauraron poco después de la guerra. En 1948, la capacidad del sistema telefónico y la cantidad de aparatos telefónicos instalados excedieron el nivel anterior a la guerra.
En la posguerra, el servicio de correo había sufrido cambios cuantitativos y cualitativos. En 1946, el Comisariado del Pueblo para las Comunicaciones de la URSS se transformó en el Ministerio de Comunicaciones de la URSS.

## Política filatélica
El Comisariado del Pueblo para las Comunicaciones de la URSS se encargaba de emitir los sellos postales. También vendía sellos a organizaciones filatélicas y coleccionistas. Entre 1939 y 1940, los ingresos por la venta de sellos a través de organizaciones filatélicas eran significativos. En ese mismo año, aseguró más del 85% de los ingresos totales del Comisariado (o 17,28 millones de rublos de 19,833 millones de rublos). El gobierno soviético no fue una excepción entre los otros estados en términos de obtener ganancias del comercio de sellos postales. De hecho, muchos gobiernos de todo el mundo desarrollaron políticas similares para la emisión de sellos:

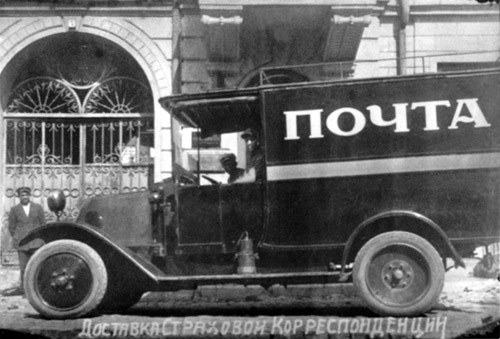
Camión postal soviético en la década de 1930.
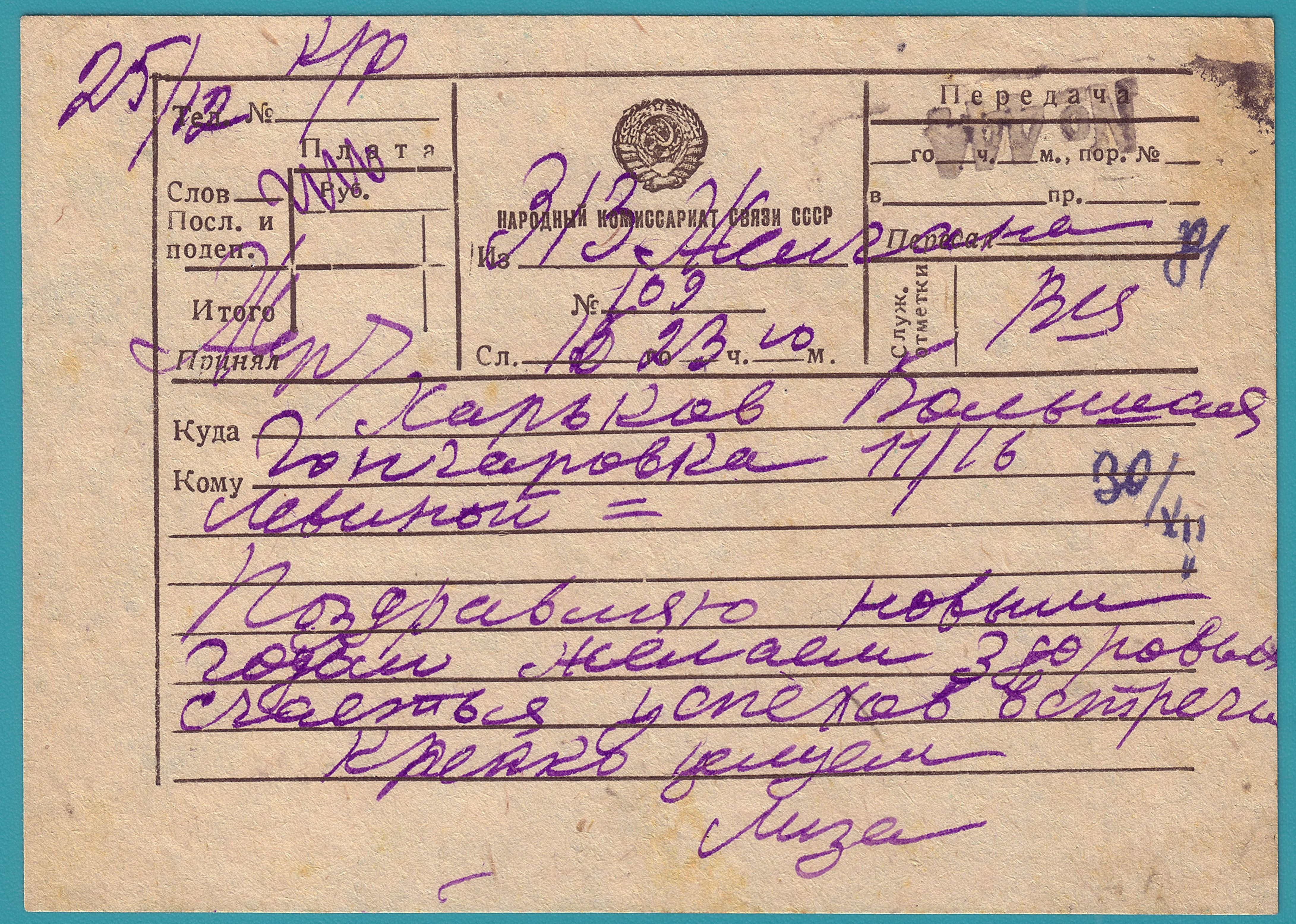
Telegrama del Comisariado del Pueblo para las Comunicaciones enviado al Járkov liberado, en 1944.
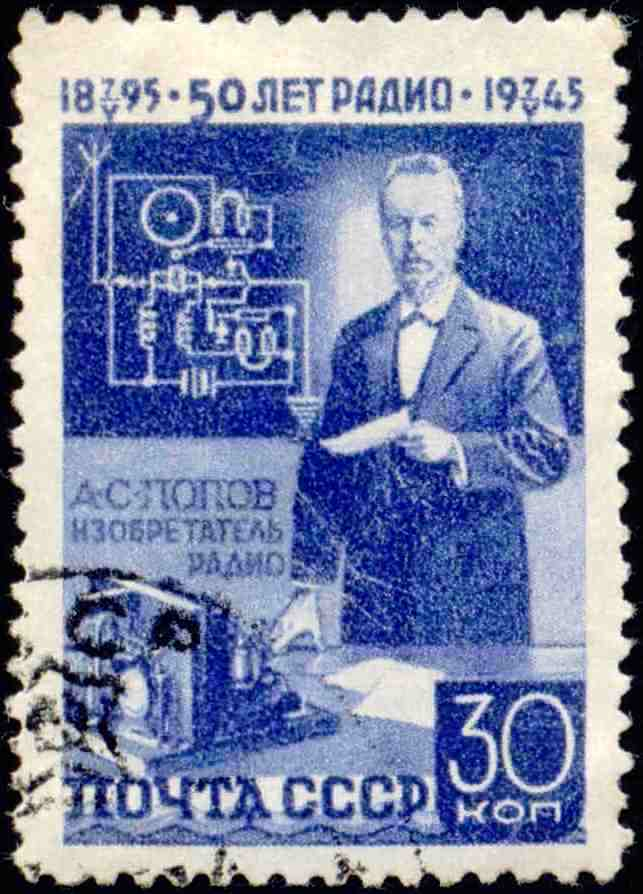
Sello emitido por el Comisariado del Pueblo de Comunicaciones para conmemorar el 50 aniversario de la supuesta invención de la radio por Aleksándr Popov, 1945.
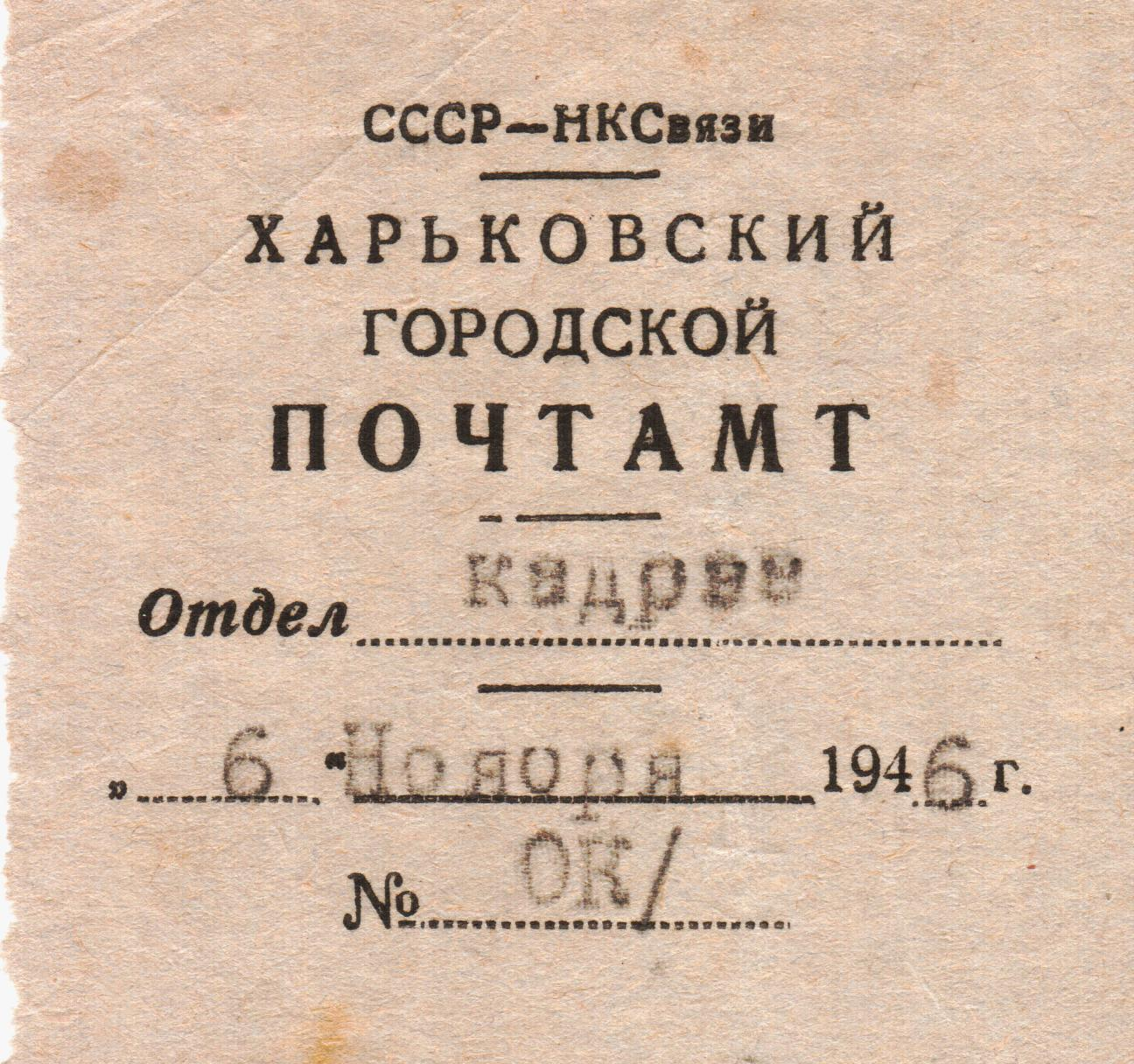
Hoja membretada de la oficina de correos de la ciudad de Járkov, Comisariado del Pueblo para las Comunicaciones, 1946

## Lista de Comisarios del Pueblo
| N.º | Comisario | Comisario                          | Partido | Partido           | Periodo                                      | Gabinete            |
| --- | --------- | ---------------------------------- | ------- | ----------------- | -------------------------------------------- | ------------------- |
| 1   |           | Alekséi Rýkov (1881-1938)          |         | Partido Comunista | 17 de enero de 1932-26 de septiembre de 1936 | Mólotov I–II        |
| 2   |           | Guénrij Yagoda (1891-1938)         |         | Partido Comunista | 26 de septiembre de 1936-5 de abril de 1937  | Mólotov II–III      |
| 3   |           | Innokenti Jalepski (1893–1938)     |         | Partido Comunista | 5 de abril de 1937-17 de agosto de 1937      | Mólotov III         |
| 4   |           | Matvéi Berman (1898-1939)          |         | Partido Comunista | 17 de agosto de 1937-1 de julio de 1938      | Mólotov III–IV      |
| 5   |           | Iván Peresypkin (1904-1978)        |         | Partido Comunista | 10 de mayo de 1939-20 de julio de 1944       | Mólotov IV Stalin I |
| 6   |           | Konstantín Serguéichuk (1906-1971) |         | Partido Comunista | 20 de julio de 1944-15 de marzo de 1946      | Stalin I            |